# Кьорне
Кьорне (на нидерландски: Kuurne) е селище в Северозападна Белгия, окръг Кортрейк на провинция Западна Фландрия. Населението му е около 12 600 души (2006).